# سنگ‌چال
سنگ‌چال ، روستایی از توابع بخش مرکزی شهرستان آمل در استان مازندران ایران است.

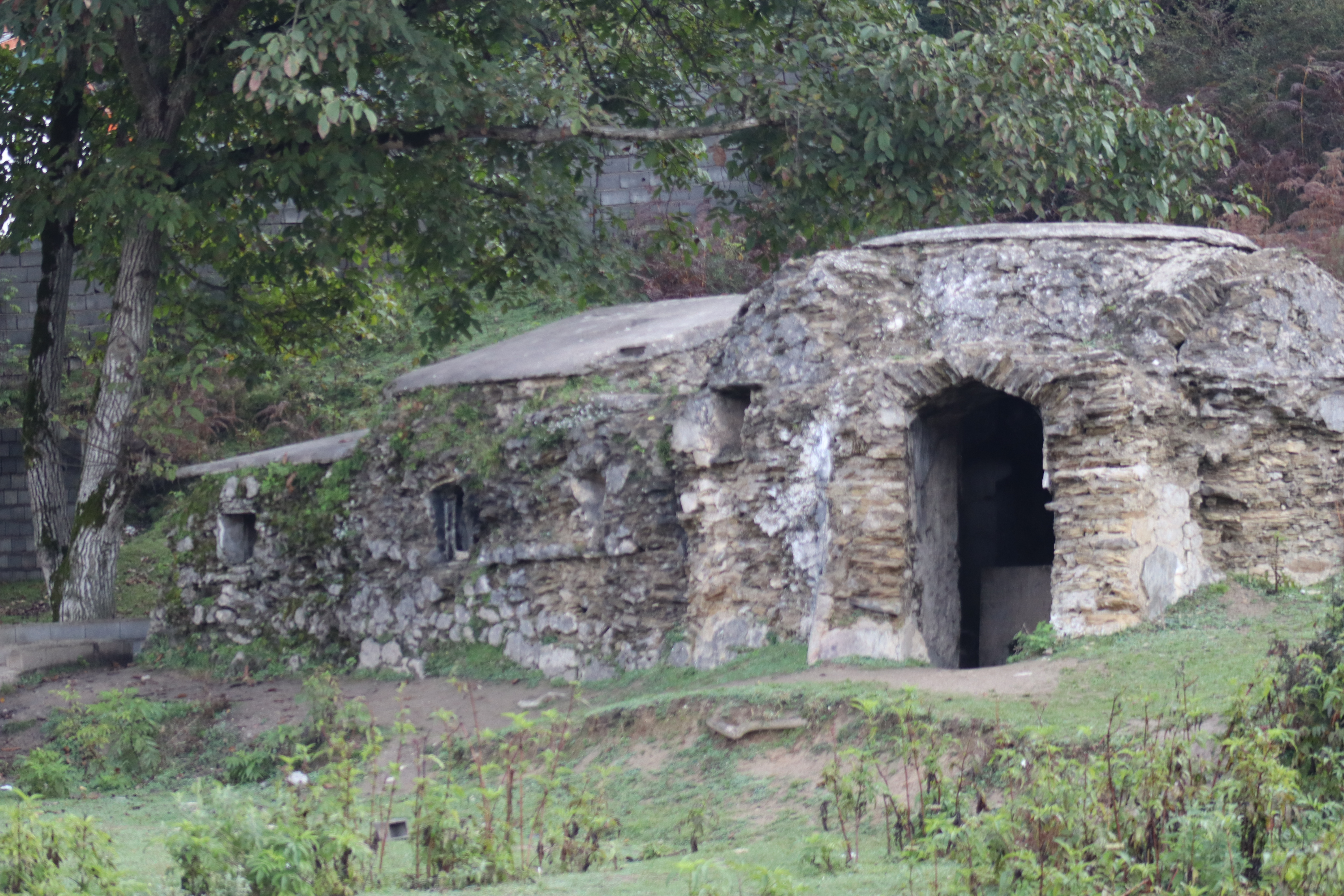
یک گرمابه قدیمی در سنگچال

سنگ‌چال دهکده ییلاقی کوهستانی در ۴۷ کیلومتری جنوب شرقی آمل در دامنه البرز، روستایی از توابع شهرستان آمل که در استان مازندران است. سنگچال در دهستان چلاو قرار داشته و به دلیل زیبایی‌های بی مانندش از دیدنی‌های منطقه به‌شمار می‌آید. روستای فیلبند، یکی دیگر از مناطق دیدنی منطقه نیز نزدیک این روستا واقع شده است.
سنگچال ییلاقی بزرگ و پرجمعیت است که چشمه‌های خنک و گوارا، تپه‌های سرسبز و دیدنی و جنگل‌های انبوه آن را به بهشتی بی مانند تبدیل کرده و جایگاه ویژه ای را در دل طبیعت دوستان و گردشگران باز کرده‌است.
محله‌های سنگچال آمل شامل:
۱- پیته سره: که در زبان محلی به خانه قدیمی می‌گویند که البته باید بگویم که برخلاف اسمش در آن خانه‌های نوساز و ویلایی ساخته شده‌است. ۲-جور سره: که این هم در زبان محلی به خانه بالا دست روستا می‌گویند. ۳-مست قلا: که این هم به معنی جای زندگی انسان‌های سر مست و شاد است. ۴- شل کنار: که این هم به خاطر خاک شل منطقه به آن شل کنار می‌گویند. ۵- فنی کلا: که به تپه روبروی روستا که از آنجا کل روستا را می‌بینید میگویند ۶- آقا سر: به خاطر وجود بقعه امامزاده محمد به این منطقه آقا سر می‌گویند.
آب شرب روستا از دو چشمه تأمین می‌شود به نام‌های چشمه هیتکا و گت چشمه سر که آب‌های گوارا و خنک آن در منطقه معروف است. سنگچال بعد از روستاهای گت کلا و فیلبند بابل (که در نوک کوه واقع است) بلندترین ییلاق‌های منطقه می‌باشند. کلا هوای این کوه‌ها مرطوب ولی از شرجی بودن و گرمای طاقت فرسای شمال و کنار دریا خبری نیست. سنگچال آمل از آبادی‌های بزرگ و پرجمعیتی است که تقریباً در همه فصول سال پذیرای مهمانان خویش است حتی در زمستان‌های پر برف و سرد و زیبایش. د.
ف

## جمعیت سنگچال آمل
ابراساس آخرین سرشماری مرکز آمار ایران که در سال ۱۳۸۵ صورت گرفته، جمعیت آن ۱۸۷ نفر (۵۱ خانوار) به‌صورت ساکن دائم بوده‌است و از آنجاییکه اکثر اهالی آن به صورت خوش‌نشین و در ایام تابستان و روزهای تعطیل به عنوان ویلای تابستانی مورد استفاده قرار می‌دهند و بر اساس اطلاعات جمع‌آوری شده از ساکنین جمعیت این دهکده بر اساس جمعیت طایفه در حدود ۳۵۰۰۰ هزار نفر اعلام شده‌است.

## گویش سنگچال آمل
گویش محلی سنگ‌چال، از نظر حوزه زبانی، متعلق به زبان مازندرانی از شاخه شمال غربی زبان‌های ایرانی نو و زیرگروه گویش‌های کرانه دریای مازندران است. یکی از مشخصه‌های اصلی ساخت‌آوایی آن نبود صامت /ž/ و وجود مصوّتِ /Ə/ به جای /e/است، که مانند یک واجگونه بعد از همزه و در واژه‌های عربی به کار می‌رود. در این گویش، گذشته نقلی و بعید متعدی و لازم با فعل کمکی «دار-/داشت-» ساخته می‌شود؛ مثلاً: بخردارمه ba-xƏrd-dār-mƏ (خورده‌ام)، و بخرداشتمه ba-xƏrd-dāšt-Ə-mƏ (خورده بودم).

## تصاویر سنگچال آمل

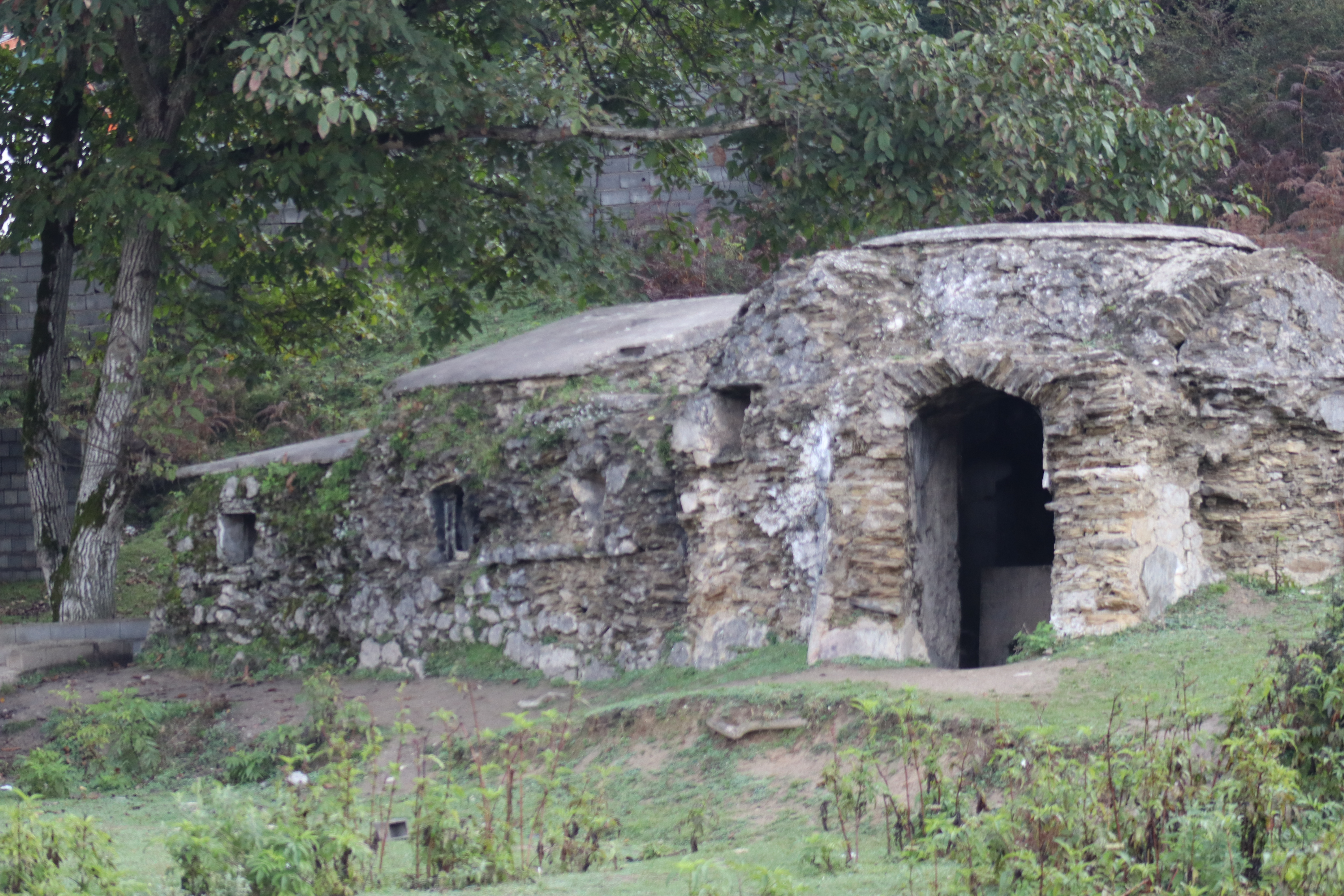
یک گرمابه قدیمی در سنگچال